# ریکوئنتای

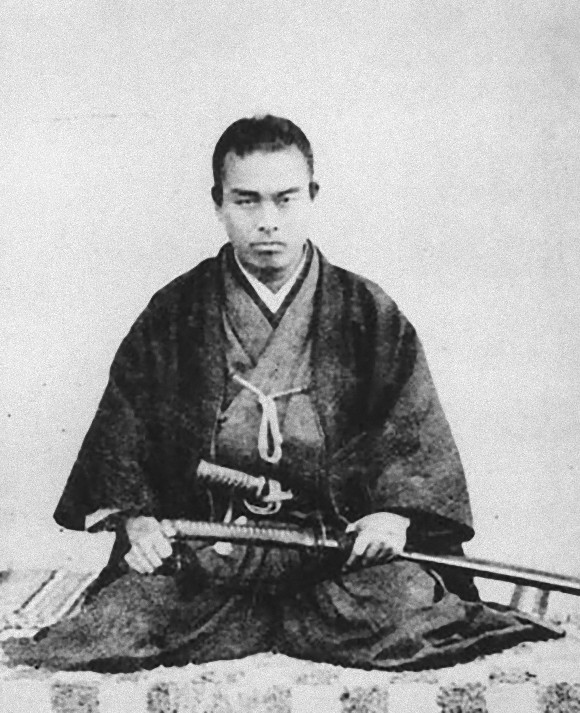
شینتارو ناکائوکا از قلمرو توسا

ریکوانتای (به ژاپنی: 陸援隊 りくえんたい); در ۲۵ ماه پنجم قمری ۱۸۶۷ (۲۷ ژوئن ۱۸۶۷ میلادی) در اواخر دوره ادو (پایان شوگون‌سالاری توکوگاوا)، گروهی از رونین‌ها (سامورایی بدون ارباب) بودند که توسط شینتارو ناکائوکا از قلمرو توسا سازماندهی شدند تا شوگون‌سالاری را با توسل زور تحت عنوان جنبش براندازی شوگون سرنگون کنند.